# Dorsopatia
Dorsopatia é um termo usado para descrever diversas doenças ("-patia") das costas, da espinha, dos pés ou da mãos ("dorso-"). A origem na maioria dos casos é uma hérnia de disco entre a quinta vértebra lombar.
A Dorsopatia é uma doença com muitas queixas, sendo entre 65% e 80% da população mundial, entretanto a maioria dos casos não é progressivos, porém quando dura mais de três meses é necessário um diagnostico especifico. A causa mais comum são as lesões por esforço que duram entre duas a seis semanas.
Esse texto é informativo, mas se estiver sentido essas dores, procure um profissional de saúde como um médico